# Habenaria harmsiana
Habenaria harmsiana är en orkidéart som beskrevs av Rudolf Schlechter. Habenaria harmsiana ingår i släktet Habenaria och familjen orkidéer. Inga underarter finns listade i Catalogue of Life.